# Bowes (rzeka)
Bowes – rzeka w Australii, w południowo-zachodniej części stanu Australia Zachodnia. Ma 46,2 km długości. Rozpoczyna swój bieg około 16 km na północny wschód od miejscowości Northampton i płynie głównie w kierunku południowo-zachodnim oraz zachodnim. Uchodzi do Oceanu Indyjskiego w pobliżu miejscowości Horrocks. Rzeka została nazwana 6 kwietnia 1839 roku przez odkrywcę George'a Edwarda Greya na cześć Mary Bowes, żony hrabiego Strathmore.
Rzeka Bowes posiada szczególne znaczenie dla ludów Nanda i Naaguja, dla których stanowi miejsce o wysokiej wartości kulturowej i duchowej. Od pokoleń jest związana z tradycjami oraz praktykami tych społeczności, będąc integralnym elementem ich tożsamości. Na terenie wzdłuż rzeki znajdują się starożytne malowidła naskalne, które dokumentują długotrwałą obecność i dziedzictwo rdzennych mieszkańców.